# Kolding (stad)
Kolding (in het Deens uitgesproken als Kòlling) is een oude havenstad in Denemarken, in Jutland en hoofdplaats van gemeente Kolding, gelegen aan het Koldingfjord. De stad telt ca. 60.000 inwoners (2017).
Kolding werd voor het eerst genoemd in het grondregister van koning Valdemar uit 1231. Hoelang de stad daarvoor al bestond, is niet bekend. Onderzoek heeft lagen aangetoond uit de tweede helft van de 12e eeuw, die gedateerd zijn op basis van potscherven die in deze lagen zijn gevonden.
Uit het midden en de laatste helft van de 13e eeuw stammen de eerste gedeelten van kasteel Koldinghus, de St. Nicolai-kerk en het Franciscanerklooster Gråbrødrekloster (= Grijzebroedersklooster), dat op de plaats van de huidige Klostergade (= Kloosterstraat) stond. Het laatste werd in 1530 afgebroken. Het Koldinghus werd in de Middeleeuwen vaak door koningen bezocht. Het Koldinghus is als museum in gebruik. Het Koldinghus is grondig gerenoveerd aan de buitenkant, in het gebouw zelf is veel terug in de staat van de Middeleeuwen gebracht. Naast Koldinghus is het kunstmuseum Trapholt een populaire toeristische attractie. In 2003 raakte dit museum in opspraak toen het een kunstwerk van Marco Evaristti tentoonstelde. Hierbij werden goudvissen tentoongesteld in blenders, met daarbij de optie voor bezoekers het apparaat aan te zetten, wat gebeurde.

## Verkeer en vervoer
Kolding is een knooppunt in het Deense autosnelwegennet. De oost-west lopende E20 (Kopenhagen-Esbjerg) ontmoet hier de E45, die de doorgaande noord-zuidverbinding van Jutland is. Verkeer vanuit Jutland naar de eilanden Funen en Seeland en vice versa gaat daarom meestal via Kolding.

## Vuurwerkramp
In november 2004 vond in de wijk Seest een vuurwerkramp plaats. Een vuurwerkfabriek en de omliggende wijk werden totaal vernield.  Één persoon is hierbij om het leven gekomen, namelijk een brandweerman.

## Geboren in Kolding
- Dorothea van Denemarken (1546-1617), prinses
- Harald Christensen (1907-1994), wielrenner
- Ole Kjær (1954), voetballer
- Jan Mølby (1963), voetballer en voetbalcoach
- Johnny Mølby (1969), voetballer en voetbalcoach
- Jørn Dohrmann (1969), politicus
- Tina Bøttzau (1971), handbalster
- Bjarne Corydon (1973), politicus
- Allan Jepsen (1977), voetballer
- Jonas Lössl (1989), voetballer
- Emil Lyng (1989), voetballer
- Kasper Asgreen (1995), wielrenner
- Isabella Bryld Obaze (2002), voetbalster